# Selecció de futbol de Benín
La Selecció de futbol de Benín és l'equip representatiu del país a les competicions oficials. Està dirigida per la Federació Beninesa de Futbol (en francès, Fédération Béninoise de Football), pertanyent a la CAF. Anteriorment i fins a l'any 1975 fou coneguda amb el nom, aleshores oficial del país, de Dahomey.

## Competicions internacionals

### Participacions en la Copa del Món
- Des de 1930 a 1970 - No participà
- 1974 - No es classificà
- Des de 1978 a 1982 - No participà
- 1986 - No es classificà
- 1990 - No participà
- 1994 - No es classificà
- 1998 - No participà
- 2002 a 2018 - No es classificà

### Participacions en la Copa d'Àfrica
- Des de 1957 a 1970 - No participà
- 1972 - No es classificà
- Des de 1974 a 1976 - Abandonà
- 1978 - No participà
- 1980 - No es classificà
- 1982 - No participà
- Des de 1984 a 1986 - No es classificà
- Des de 1988 a 1990 - No participà
- Des de 1992 a 1994 - No es classificà
- 1996 - Abandonà
- 1998 - No es classificà
- 2000 - No es classificà
- 2002 - No es classificà
- 2004 - Primera ronda
- 2006 - No es classificà
- 2008 - Primera ronda
- 2010 - Primera ronda
- 2012 a 2017 - No es classificà

## Llista d'entrenadors
- Edmé Codjo
- Serge Devèze
- Michel Dussuyer
- Wabi Gomez
- Didier Notheaux
- Hervé Revelli
- Reinhard Fabisch
- Rene Taelman
- Cecil Jones Attuquayefio